# Eisenbahnunfall von Altenbeken

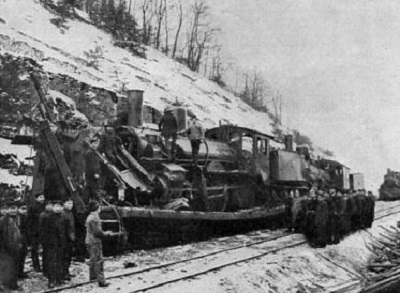
Beschädigte Lokomotiven nach dem Unfall bei den Räumungsarbeiten

Der Eisenbahnunfall von Altenbeken am 20. Dezember 1901 war ein Auffahrunfall vor dem Bahnhof Altenbeken, bei dem zwölf Menschen starben.

## Ausgangslage
Aus westlicher Richtung befindet sich vor Altenbeken eine Steigung in der Bahnstrecke Hamm–Warburg, die bei schweren Zügen eine zweite Lokomotive erforderte. Die Strecke war mit Streckenblock ausgerüstet. Auf dieser Strecke war der Durchgangszug D 31 von Köln nach Berlin unterwegs. Als Verstärkung erhielt der Zug eine Schiebelokomotive. Fahrplanmäßig folgte ihm der Personenzug P 399.

## Unfallhergang
Auf dem Gleis stand ein Pferd, das einem Bauern entlaufen war, in das der D 31 hinein fuhr. Der Lokomotivführer bremste sofort und brachte den Zug zum Stehen. Dieser kam unmittelbar vor dem Wärterhaus der Blockstelle Schierenberg zum Halten. Die Mannschaft des D 31 war nun für etwa eine Viertelstunde damit beschäftigt, den Pferdekadaver aus dem Gestänge der Dampflokomotive zu entfernen. Die Schiebelok setzte dazu einige Meter zurück, um der vorderen Lokomotive Manövriermöglichkeit nach hinten zu geben.
Während dieser Zeit fragte der Blockwärter aus der rückwärtigen Blockstelle Keimberg mehrfach beim Blockwärter Schierenberg an, ob dieser den zwischen ihnen liegenden Abschnitt nicht freigeben könne, weil der nachfolgende P 399 sich dem noch haltzeigenden Blocksignal in Keimberg nähere und nicht unnötig zum Halten gebracht werden sollte, um eine Verspätung des P 399 zu vermeiden.
Nachdem der Pferdekadaver zur Seite geräumt war, erteilte der Zugführer des Durchgangszuges den Abfahrauftrag. Der Blockwärter in Schierenberg sah dies und nahm das zum Anlass den Blockabschnitt zwischen Keimberg und Schierenberg vorzeitig freizugeben. Dazu stellte er das von ihm zu bedienende Signal, das der Durchgangszug noch gar nicht vollständig passiert hatte, wieder auf „Halt“. Danach gab er mittels des Streckenblocks den zurückgelegenen Blockabschnitt für den P 399 frei. Damit war es dem Blockwärter in Keimberg möglich, das Blocksignal, das den Streckenabschnitt nach Schierenberg sicherte, auf „Fahrt frei“ zu stellen, was er auch tat. Der P 399 – ebenfalls in Doppeltraktion – konnte so ohne zu bremsen weiter und in den Blockabschnitt, der noch von dem Durchgangszug besetzt war, hinein fahren.
Die Weiterfahrt des Durchgangszuges verzögerte sich aber, weil die Lokführer der ziehenden und der schiebenden Lokomotive des Durchgangszuges einige Zeit benötigten, sich zu verständigen, auch, weil das Blocksignal vom Blockwärter Schierenberg vorschriftswidrig bereits in Haltstellung gebracht worden war. Die hintere Lokomotive war gerade wieder an den Zug herangefahren, als der P 399 um eine unübersichtliche Kurve bog. Das Personal des P 399 erkannte die Gefahr zu spät und konnte den Auffahrunfall nicht mehr verhindern. Das Lokomotivpersonal des P 399, ebenso wie das Personal der Schiebelok des D 31 sprangen von ihren Lokomotiven. Die führende Lok des P 399 prallte auf die Schiebelok des Durchgangszuges. Diese erhielt einen so heftigen Stoß, dass der letzte Personenwagen des D 31 zertrümmert wurde.

## Folgen
Zwölf Menschen starben durch den Aufprall der Schiebelokomotive auf den Personenwagen des D 31, 27 wurden verletzt.
Als Folge des Unfalls veranlasste der preußische Minister der öffentlichen Arbeiten durch einen Erlass in den "Vorschriften für die Einrichtung elektrischer Streckenblockung auf zweigleisigen Bahnen" 1902, dass alle Bahnen, die mit Streckenblock ausgerüstet waren, zusätzlich mit einer "Druckknopfsperre" (später "Streckentastensperre" genannt) auszurüsten seien. Diese Einrichtung verhinderte eine Bedienung des Streckenblocks, wenn ein Zug nicht vollständig am entsprechenden Signal vorbeigefahren war, und hätte eine vorzeitige Freigabe des Blockabschnitts in Schierenberg und die Einfahrt des P 399 in den noch besetzten Abschnitt unmöglich gemacht.
Bereits 1887 hatte Carl Ludwig Frischen die Druckknopfsperre eingeführt, aus Kostengründen hatte sie aber bis zum Unfall in Altenbeken nur wenig Verbreitung gefunden.